# Pietro d'Ali
Pietro d'Ali, né le 5 juillet 1963 à Milan, est un navigateur et un skipper professionnel italien.

## Biographie
Pietro d'Ali habite à Gênes en Italie. Il est le père de deux enfants.

## Palmarès
- 2021 : 1er des championnats du monde de course au large en double mixte avec Claudia Rossi[2]
- 2008 : 39e de la Solitaire du Figaro[1]
- 2007 :
  - Vainqueur de la Transat Jacques Vabre avec Giovanni Soldini en monocoques Class 40 sur Telecom Italia en 22 j 13 h 2 min 22 s
  - 24e de la Solitaire du Figaro[1]
- 2006 :
  - 20e de la Solitaire du Figaro[3]
  - Vainqueur de la Transat AG2R Concarneau/St-Barthélemy avec Kito De Pavant sur Groupe Bel[4]
- 2005 :
  - 8e de la Solitaire du Figaro (premier bizuth)[1]
  - 4e de la Roma per Due
  - 7e de la Generali Solo
- De 1997 à 2003, il fut membre du Team Prada.
- 1995 : 1er au Tour d'Italie à la voile
- 1988 : 1er au championnat d'Italie en J24